# معاذ بن سامي الدلال
 معاذ بن سامي الدلال من قارئي القرآن الكريم ومن أئمة المساجد في دولة الكويت ، يعمل إمام مسجد عبد الله التركي بمنطقة بيان الكويت.

## وصلات خارجية
- مصحف معاذ بن سامي الدلال في موقع نداء الايمان
- مصحف معاذ بن سامي الدلال في موقع طريق الصالحين